# Claus Theo Gärtner
Claus Theo Gärtner (Berlín, 19 de abril de 1943) es un actor alemán. Se dio a conocer al gran público gracias al papel del detective privado Josef Matula, que interpretó de 1981 a 2013 en la serie policíaca de la ZDF Ein Fall für zwei y de 2017 a 2019 en la serie cinematográfica Matula.

## Biografía
Gärtner nació en Berlín en 1943, hijo de un hombre de negocios y una amante del ballet. Creció en Oberhausen y adquirió su primera experiencia como actor en el teatro infantil local. En su juventud vivió en Austria, Estados Unidos y el sudeste asiático. Durante sus estudios de música y arte dramático en Braunschweig y Hannover, Gärtner participó activamente en la SDS de Gotinga.
Tras licenciarse, trabajó inicialmente como escenógrafo, tabernero y piloto de rallies. Debutó en 1966 en el Deutsches Theater de Gotinga bajo la dirección de Heinz Hilpert, y a continuación actuó en Hannover (donde conoció a su colega Günter Strack), Braunschweig, Oldenburg y la Schaubühne am Lehniner Platz de Peter Stein en Berlín.
Desde finales de los años sesenta, Gärtner también apareció en televisión. Su primer papel en el cine fue en la película de suspense Zoff, junto a Diether Krebs, Jürgen Prochnow y Hildegard Krekel, por la que fue galardonado con el Premio Federal de Cine al Mejor Actor Joven en 1972.
El público televisivo conoce sobre todo a Gärtner como el detective Josef Matula de la serie policíaca Ein Fall für zwei. Günter Strack insistió en que el papel de Matula debía ser interpretado por Gärtner. Desde 1981, ha aparecido en 300 episodios, algunos de los cuales también ha dirigido. Con el episodio 282 de la serie, Gärtner superó en número de casos televisados a Horst Tappert, que había interpretado al inspector jefe Derrick durante 24 años.
En octubre de 2011, la ZDF confirmó que Gärtner abandonaría el papel de Josef Matula tras el episodio 300 Ein Fall für zwei (Un caso para dos) Inicialmente, se decidió que la serie se cancelaría tras la emisión de este episodio en la primavera de 2013. Sin embargo, desde finales de 2013 se está emitiendo una nueva edición de Ein Fall für zwei con Antoine Monot, Jr. y Wanja Mues en los papeles protagonistas En el quinto episodio de la segunda temporada, Der blinde Fleck, Gärtner hizo una aparición como invitado cuando conoce al nuevo detective Oswald en una gasolinera.
En julio de 2015, se anunció que Gärtner regresaría en un spin-off titulado Matula. Entre 2017 y 2019 se produjeron tres películas. En febrero de 2020 se anunció la cancelación de la serie cinematográfica.

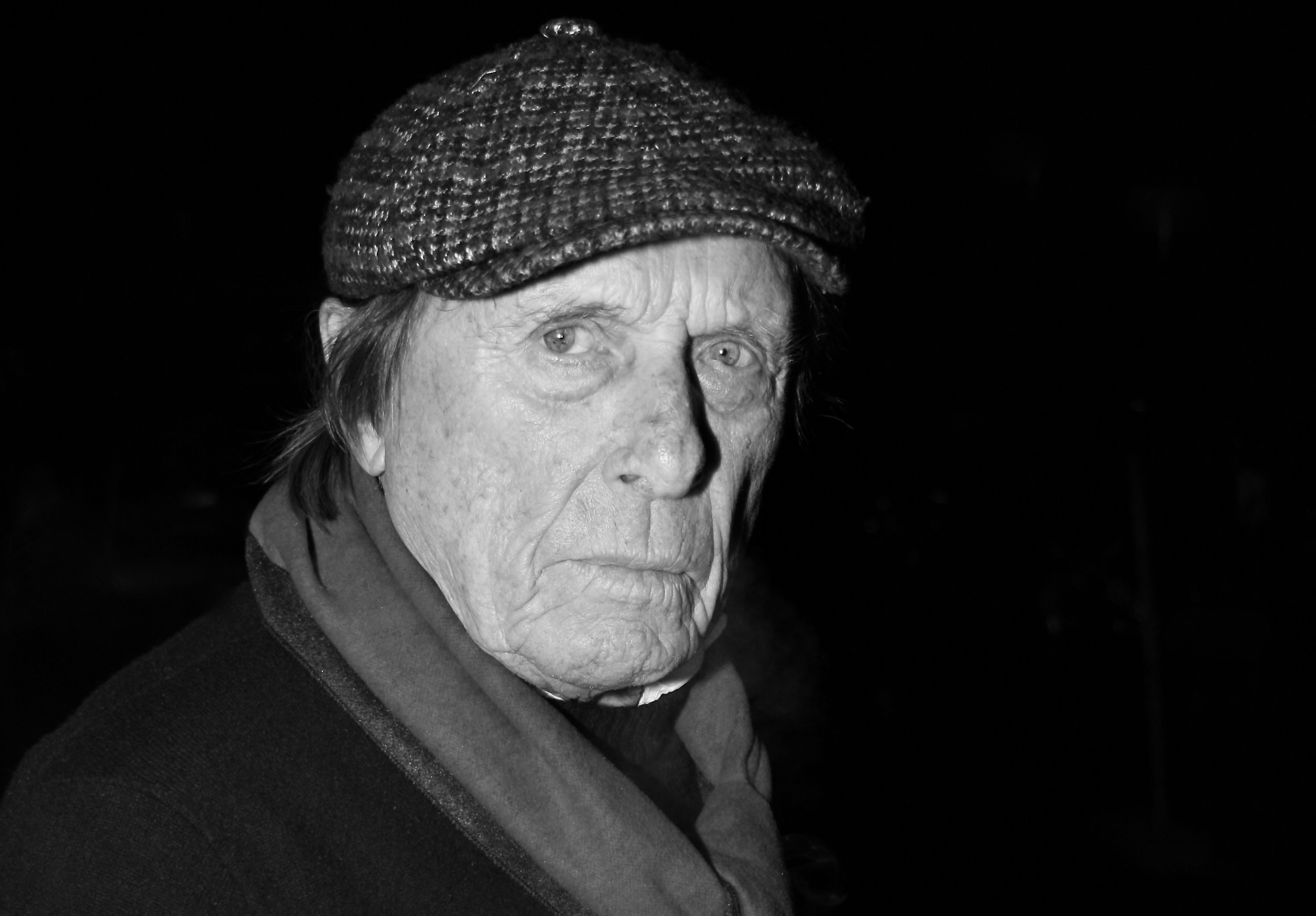
Claus Theo Gärtner en 2022

## Vida personal
En 2003, Gärtner se separó de su segunda esposa Brigitte tras unos doce años de matrimonio. Juntos tienen un hijo adoptivo Gärtner está casado por tercera vez con la ayudante de dirección suiza Sarah Würgler; son pareja desde 2003 y se casaron en Winterthur en 2008. En 2013, Gärtner abandonó su piso cerca del Kurpark de Wiesbaden, donde había vivido durante muchos años, tras finalizar el rodaje de la última temporada de la serie Ein Fall für zwei. Sigue viviendo parcialmente en Berlín, pero ha trasladado su residencia principal a Basilea.
Gärtner es deportista del motor y fue piloto de Mercedes-Benz. A partir de 1967, participó en carreras de coches y en carreras de coches clásicos. Realizó él mismo las acrobacias automovilísticas de "Un caso para dos". Desde 2007, es embajador de la organización de ayuda a la infancia Kinderzukunft de la Fundación Rudolf Walther.